# موروتو (كوتشي)
مدينة موروتو (بالإنجليزية: Muroto)‏ هي أحد المدن التابعة لمحافظة كوتشي. تأسست رسميًا في 01/03/1959. ويقدر عدد سكانها بـ 17683 نسمة حسب تقدير مكتب الإحصاء الياباني لعام 2012. تبلغ مساحة موروتو 248.25 كم2. بكثافة سكانية تبلغ 71.2 نسمة/كم2.

## توأمة
لموروتو (كوتشي) اتفاقيات توأمة مع:
- أكي